# زنجیرزنی

زنجیرزنی یا خود-تازیانه زدن نوعی عمل تأدیبی و عبادی است که باید خود را با زنجیر یا ابزار دیگری که موجب ایجاد درد می‌شود، شلاق بزند. ادیان اصلی که خود شلاق زنی می‌کنند شامل مسیحیت و یهودیت است. این آیین همچنین در میان اعضای چندین فرقه مدیترانه ای، مانند مصری و رومی، انجام شده‌است

مراسم عزاداری به ویژه در ماه محرم که در آن عزاداران به صورت گروهی در دسته‌های عموماً منظم و بعضاً نامنظم با زنجیر به کتف و پشت خود می‌کوبند.

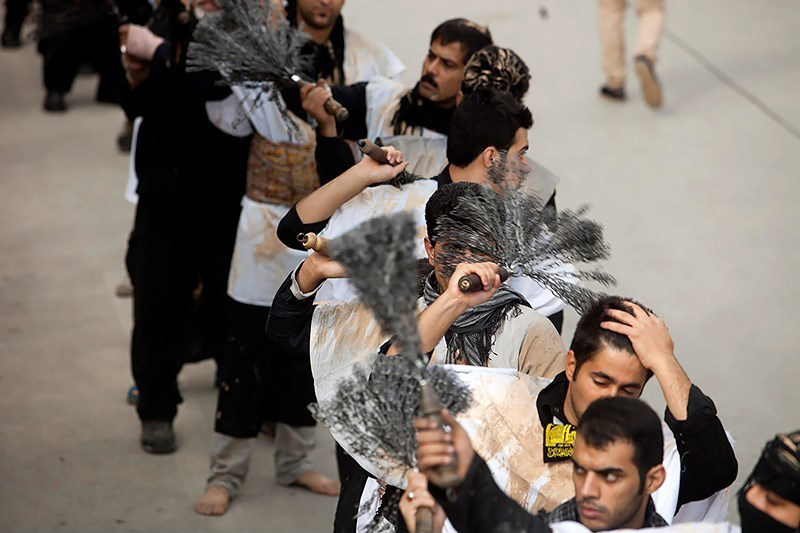
زنجیرزنی در کرمانشاه

زنجبر زنى بيشتر در شهر اردبيل - ايران از دوران صفويان رواج داشته و در كشور خاستگاه اصلى اين آيين در اردبيل است 
زنجير زنى منظم در معيت بزرگان محله هاى ششگانه اردبيل همراه با آيين و مداحى هاى قديمى و سنتى به صورت دلنشين و زيبا و منظم صورت ميگيرد .
زنجير زنى و طشت گذارى اردبيل در جهان شهرت دارد 

زنجیرزنی یکی از مراسم شیعیان به هنگام عزاداری دوران محرم یا در دهه آخر ماه صفر است. در این مراسم مردان با زنجیر بر پشت خود می‌کوبند. 

زنجیر زنی در حالت‌های مختلف انجام می‌گیرد مثلاً تک ضرب-سه ضرب-چهار ضرب-پنج ضرب وبیشتر-که با خواندن اشعار و مدیحه سرایی همراه است همچنین با طبل و سنج ریتم خواصی به آن داده می‌شود؛ در یکی از روستاهای شهرستان جرقویه اصفهان به نام آذرخواران زنجیرزنی زیبایی به عمل می‌آورند که به سه صورت به ترتیب شش ضرب و پنج ضرب و تک ضرب همراه مداحی انجام می‌شود. معمولاً زنجیر زنان پیشکسوت در جلو و به ترتیب جوانان و نوجوانان و کودکان در پشت سَر آن‌ها زنجیر می‌زنند

زنجیرزنی در دوران قاجار